# Rytíř s labutí

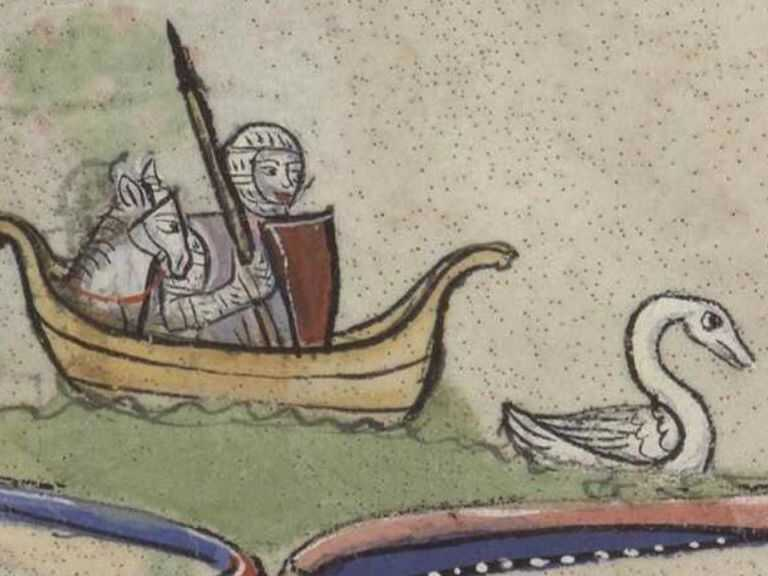
Rytíř s labutí (13. století)

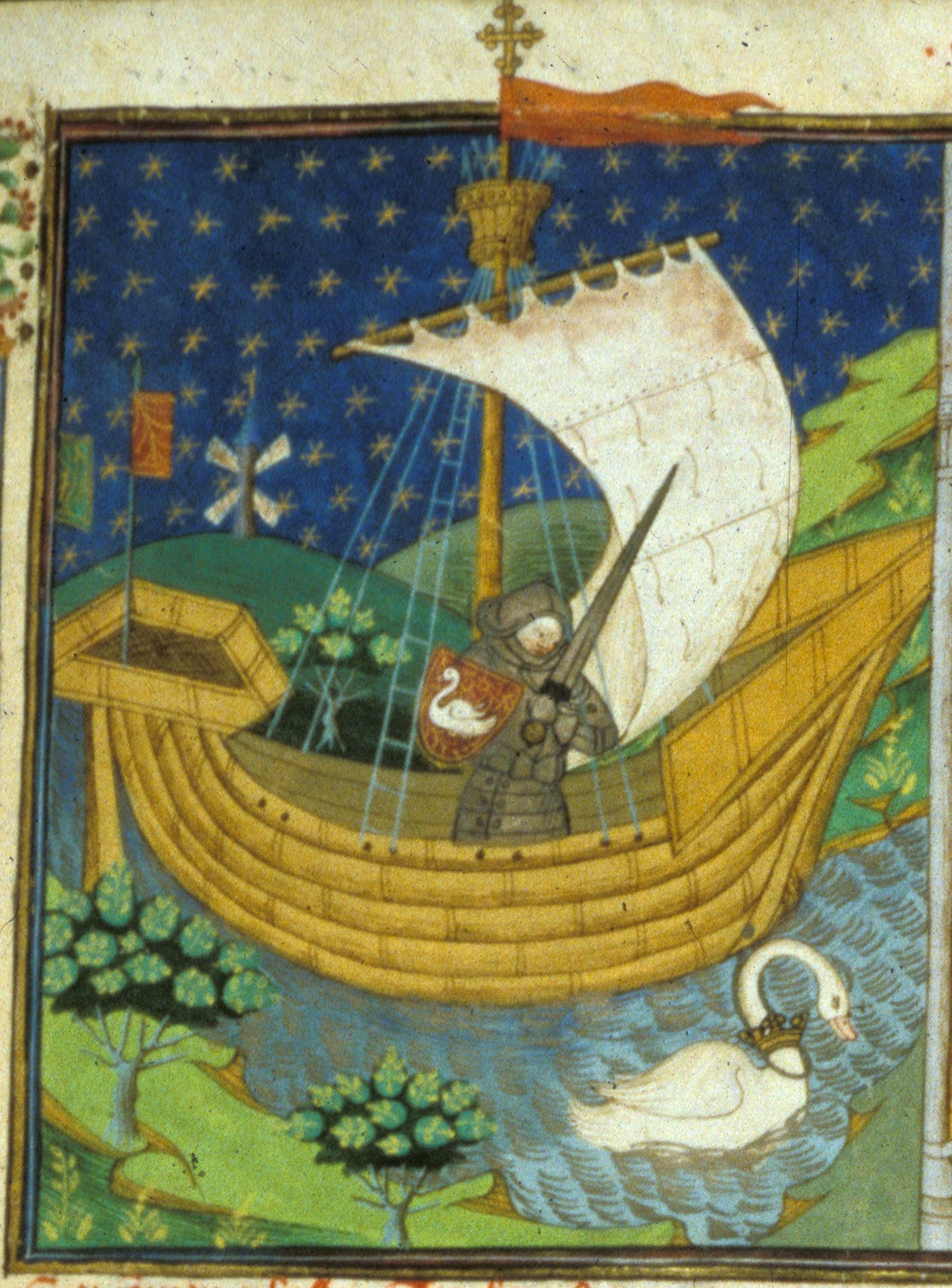
Rytíř s labutí (asi 1444–45)

Rytíř s labutí (Chevalier au Cygne), vlastním jménem Elias (nebo Helias v Brabantu) je hrdina několika středověkých francouzských hrdinských eposů, tzv. chansons de geste, konkrétně písní řazených do druhého cyklu křížových výprav. Jde v podstatě o pohádkové písně z konce 13. nebo z první poloviny 14. století, blížící se svým obsahem rytířskému románu. Jejich cílem je vytvořit fantastický rodokmen pro „ochránce Svatého Hrobu“ Godefroye z Bouillonu. Podle těchto písní je Rytíř s labutí jeho dědečkem.
Písně jsou založeny na původní valonsko-lotrinské pověsti připomínající pohádku O šesti labutích, ve které jsou bratři, proměnění v ptáky, zachráněni jejich sestrou. Další pověst je o tom, jak záhadný rytíř v zářící zbroji přijede na loďce tažené labutí zachránit neprávem pronásledovanou dívku a vezme si ji za ženu s tou podmínkou, že se nikdy nesmí zeptat na jeho jméno. Když slib nedodrží, rytíř navždy odpluje.
Bezprostředním zdrojem písní je latinská verze sbírky orientálních novel Vyprávění o sedmi mudrcích (Historia septem sapientum), nazvaná podle jména zde vystupujícího sicilského krále Dolopathos. Tu vytvořil kolem roku 1184 mnich z kláštera Haute-Seille, její obsah je však znám pouze z francouzské úpravy Li romans de Dolopathos od básníka Herberta z první čtvrtiny 13. století. V jednom ze zde obsažených příběhů (mnoho z nich původní orientální sbírka neobsahuje) se vypráví právě o rytíři s labutí.

## Písně o Rytíři s labutí

### Zrození Rytíře s labutí

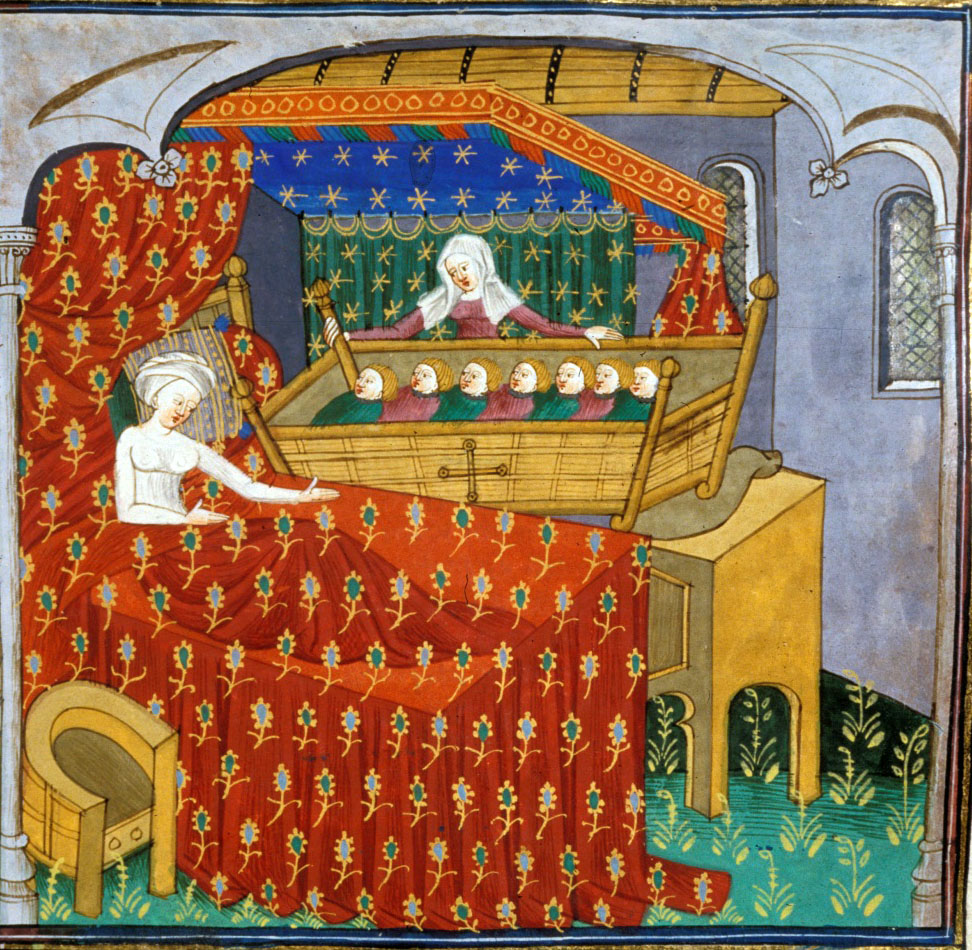
Narození Rytíře s labutí (asi 1444 až 1445).

Píseň Zrození Rytíře s labutí (Naissance du Chevalier au Cygne) z konce 13. století je doložena podle jména rytířovy matky ve třech variantách (Elioxe, Beatrix a Isomberte).. Obsah jednotlivých variant písně je následující:
- Elioxe. Král Lothar se na honu ztratí v lese. Setká se s vílou Elioxe a přes protesty své matky se s ní ožení. V době, kdy odjede do války se Saracény, porodí Elioxe sedm dětí (šest chlapců a jedno děvče) a při porodu zemře. Králova matka, která Elioxe nenávidí až za hrob, poručí sluhovi odnést děti do lesa a synovi po návratu řekne, že se Elioxe narodilo sedm hadů. Sluha děti v lese neponechá bez pomoci, ale svěří je poustevníkovi, který je vychová. Když jsou po sedmi letech chlapci v lese objeveni, králova matka poručí, aby z chlapců sundali zlaté řetězy, které na sobě od narození nosí, přičemž se jeden rozbije. V tu chvíli se chlapci změní v labutě. Jejich sestra zavolá na pomoc poustevníka, král se dozví pravdu, chlapci si mohou řetězy nasadit zpátky a získají opět lidskou podobu. Pouze jeden musí zůstat navždy labutí, protože jeho řetěz se rozbil. Všude doprovází jednoho ze svých bratrů jménem Elias, který se tak stává Rytířem s labutí. Po čase dorazí na loďce tažené svým labutím bratrem do Nijmegenu.[4]
- Beatrix. Králi Oriantovi a královně Beatrix se narodí sedm dětí (šest chlapců a jedno děvče). Nenávistná stará matka krále poručí sluhovi odnést děti do lesa a tam je zabít. Namísto dětí dá do kolíbek štěňata. Beatrix je uvězněna. Sluha se nad dětmi slituje a nechá je naživu. Nalezne je poustevník, který je vychová. Když se králova matka dozví, že děti žijí, nařídí je chytit. Nejstaršího Eliase se však sluhům nepodaří najít. Sourozenci nosí od narození zlaté řetězy, které králova matka poručí roztavit. Po sejmutí řetězů se sourozenci promění v labutě. Klenotník však roztaví pouze jeden řetěz a ostatní uschová. Po patnácti letech se král rozhodne Beatrix popravit. Objeví se Elias, který na příkaz anděla bojuje o život své matky. Zvítězí, osvobodí svou matku a vrátí sourozencům lidskou podobu. Pouze jeden z nich musí navždy zůstat labutí, protože jeho řetěz byl roztaven. Elias odplouvá na loďce tažené svým labutím bratrem do Nijmegenu.[5]
- Isomberte. Obsah této písně je znám pouze z kastilské epické básně La Gran Conquista de Ultramar (1291 až 1295, Velké vítězství za mořem) obsahující příběhy týkající se první křížové výpravy. Princezna Isomberte má se svým mužem hrabětem Eustaciem sedm dětí, které porodí v době, kdy je hrabě na válečném tažení. Zjeví se jí anděl a každému dítěti daruje zlatý řetěz. Matka hraběte však Isoberte nenávidí a poručí děti odnést do lesa a zabít. Další děj je v podstatě shodný s písní Beatrix.[6]

### Rytíř s labutí

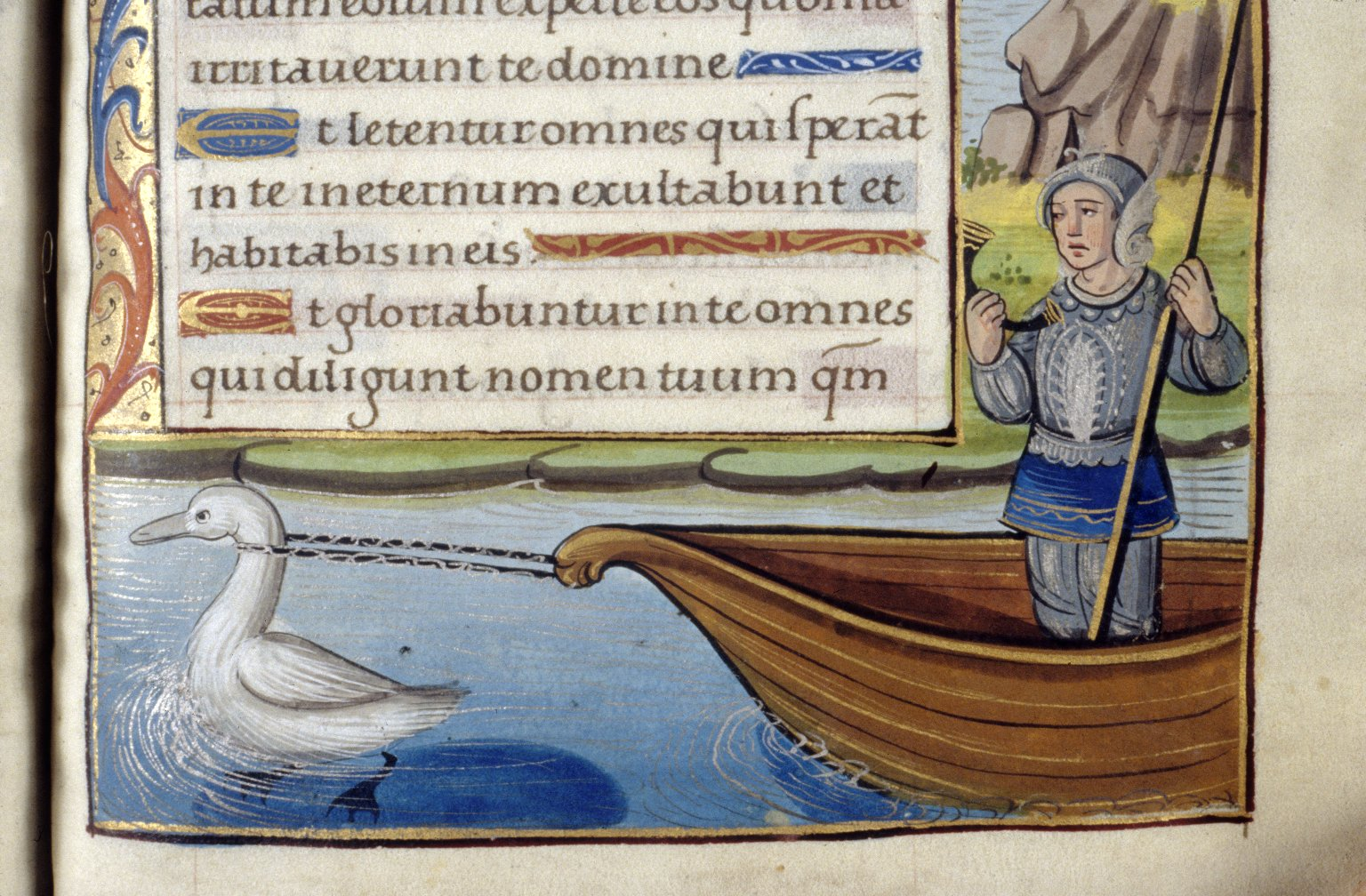
Rytíř s labutí (asi 1481)

Píseň Rytíř s labutí (asi 1350, Chevalier au Cygne) vypráví o tom, jak se v Nijmegenu u dvora císaře Oty objeví rytíř na loďce tažené labutí. Rozhodne se ochránit vévodkyni z Bouillonu, jejíhož majetku se neprávem zmocnil saský vévoda Rainier. Dojde k souboji, ve kterém rytíř zvítězí. Vévodkyně z Bouillonu odejde do kláštera a její dcera Beatrice se provdá za Rytíře s labutí. Musí však slíbit, že se nikdy nezeptá na jeho jméno. Rytíř s labutí vede dlouhou a krvavou válku se Sasy, kteří se snaží pomstít Rainierovu smrt, a s pomocí císaře Oty zvítězí. Mezitím se Beatrici narodila dcera Ida. Po sedmi letech od narození své dcery se Beatrice zeptá svého manžela na jeho jméno. Porušení jejího slibu má za následek, že Rytíř s labutí navždy odpluje. Ida se později stane matkou Godefroye z Bouillonu.

### Konec Eliase
Píseň Konec Elisase (Fin d'Elias) je datována na konec 13. století. V úvodu vypravěč ve zkratce líčí osudy Rytíře s labutí do chvíle, kdy opustil svou manželku Beatrici, protože se zeptala na jeho jméno. Elias se vrací na starobylý hrad Illefort, kde se narodil, a je poznán svou matkou. Snaží se vrátit svému labutímu bratru lidskou podobu. Po čase se u něho objeví jeho žena Beatrice s dcerou Idou. Elias dceru přijme, a nakonec odpustí i Beatrici. Všem oznámí, že jeho život se chýlí ke konci.

## Rytíř s labutí ve světovém umění

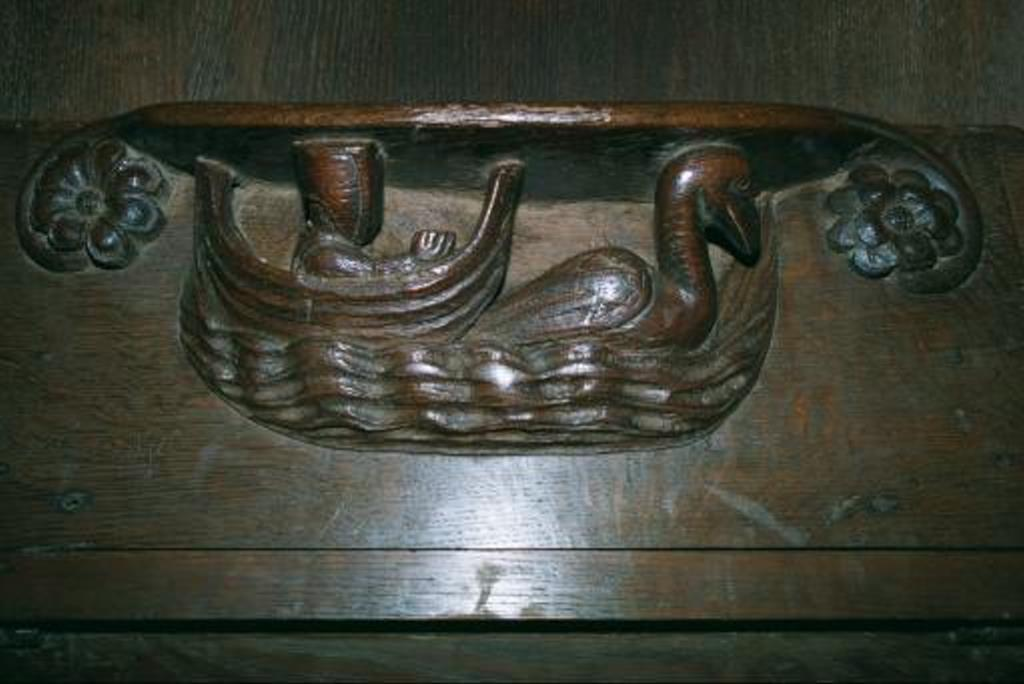
Rytíř s labutí v dekorativním umění, Exeterská katedrála (asi 1260)

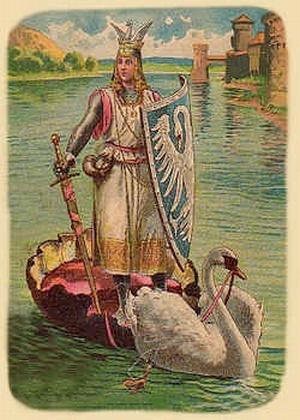
Lohengrin, pohlednice (kolem roku 1900)

Kolem roku 1258 vytvořil německý básník Konrad von Würzburg na základě pověstí o rytíři s labutí a na základě písně Garin le Loherain epos Der Schwanritter (Rytíř s labutí). V eposu je ale jméno Garin le Loherain změněno na Lohengrin a vyprávění je spojeno s příběhy týkajícími se svátého grálu. Rytíř s labutí se objevuje rovněž v díle Wolframa von Eschenbach Parzival,na kterém je založeno libreto opery Richarda Wagnera Lohengrin.
Ve výtvarném umění se ve středověku popularita pověsti o Rytíři s labutí odrazila v dekorativním umění (například tkaniny nebo ozdobné prvky u kostelních lavic atp.)..
V malířství začalo postupně převládat zobrazení Lohengrina, především jeho příjezd na loďce tažené labutí.

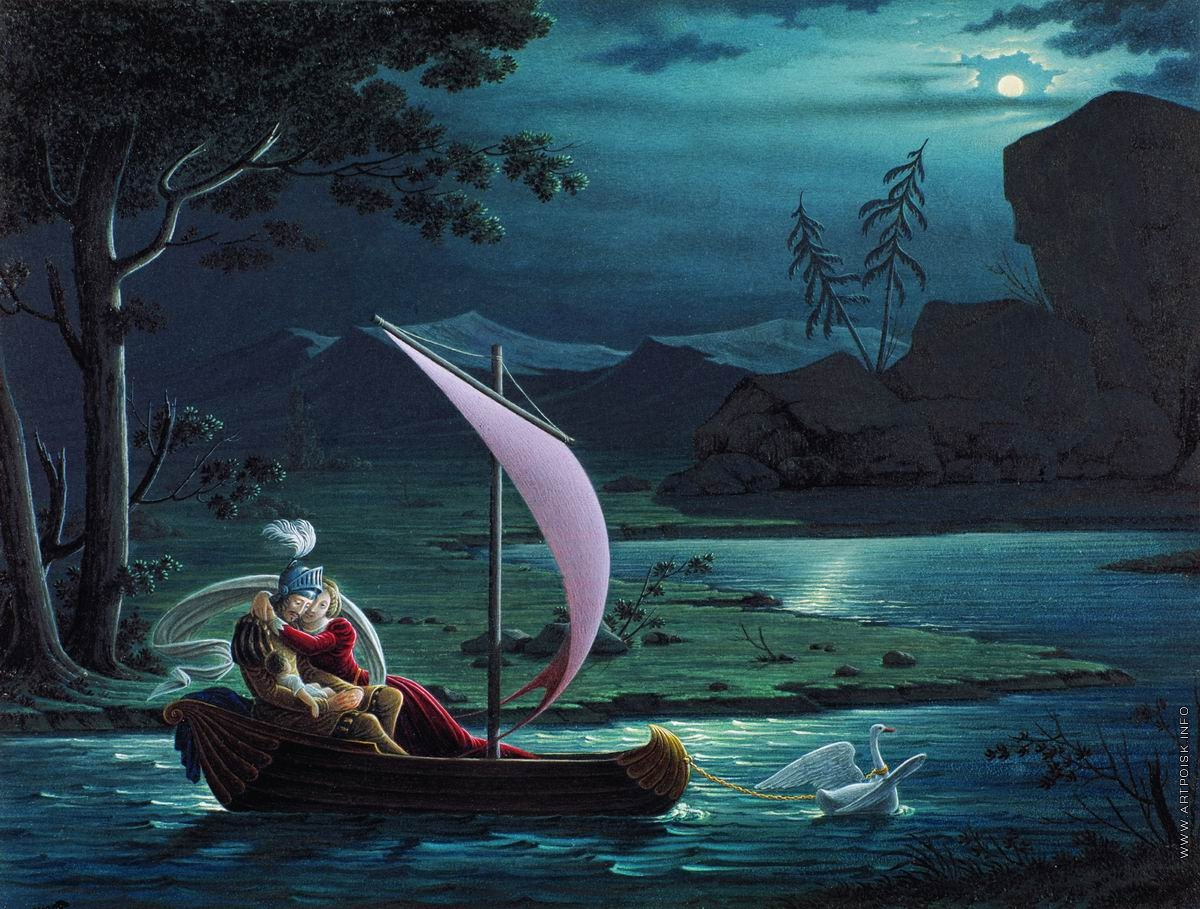
Fjodor Petrovič Tolstoj (asi 1873)
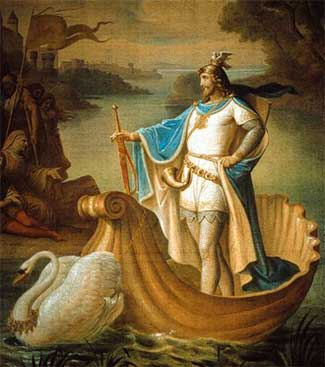
August von Heckel (1886)
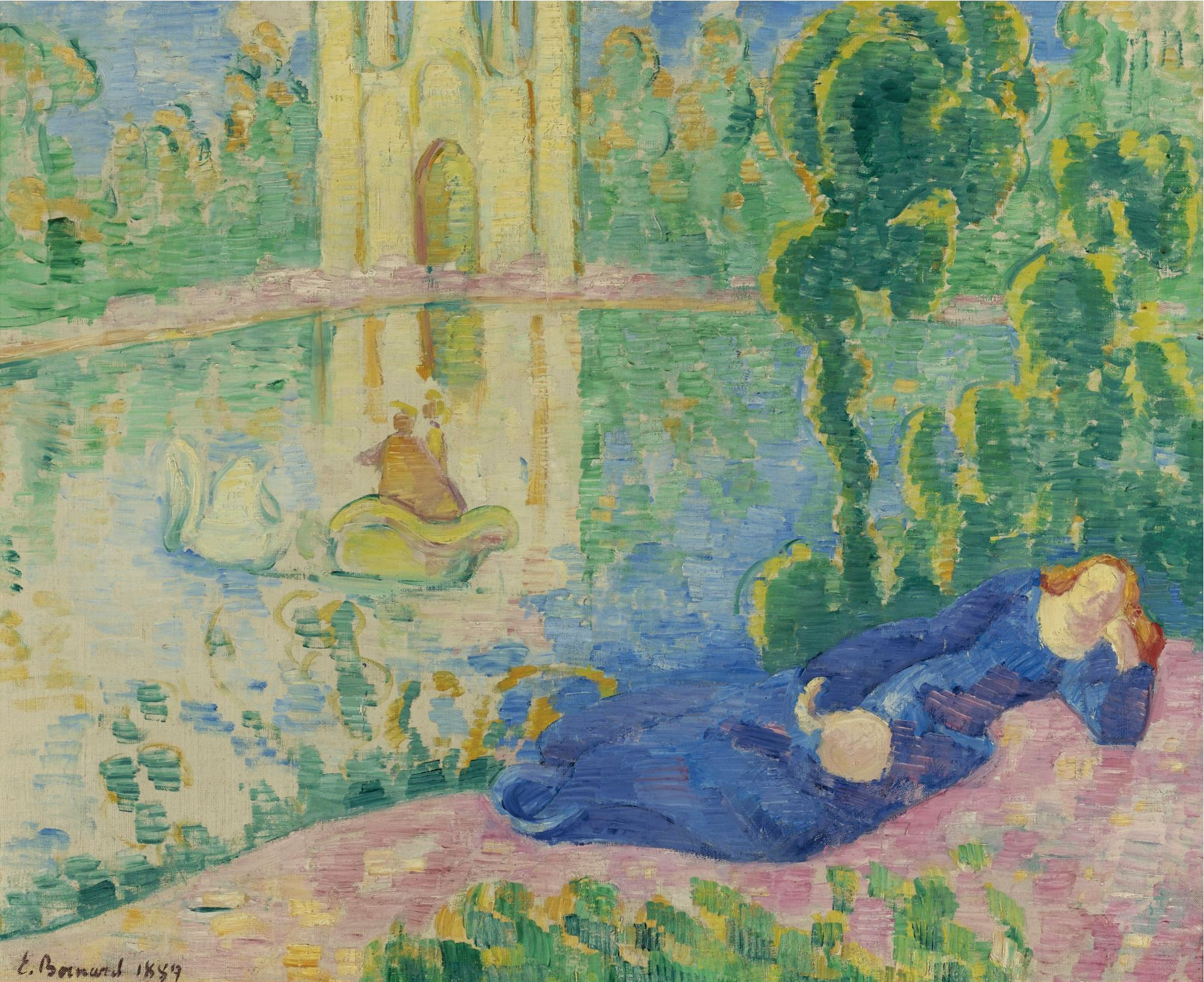
Émile Bernard (1889)
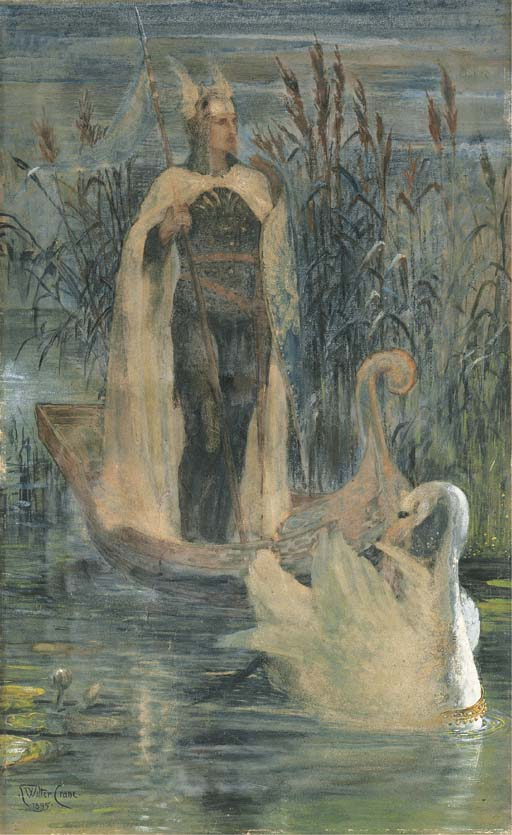
Walter Crane (1895)